# Venantia Otto
Venantia Otto (sinh năm 1987) là một người mẫu thời trang Namibia, người đã giành được giải Gương mặt Châu Phi năm 2006.

## Sự nghiệp
Venantia Otto sinh ngày 22 tháng 10 năm 1987 tại Windhoek, thủ đô Namibia.
Năm 2006 Otto đã được bình chọn và giành giải Nam Phi Sun City và sau đó là cuộc thi Face of Africa, một trong những cuộc thi sắc đẹp quan trọng nhất của lục địa châu Phi. Cô giành chiến thắng khi vượt qua 6000 ứng cử viên khác từ 12 quốc gia. Ngoài danh hiệu Gương mặt Châu Phi, cô cũng giành được một giải thưởng tiền mặt trị giá 10.000 đô la Mỹ. Điều này mở ra những cơ hội khác cho cô trong ngành công nghiệp người mẫu. Cô được đề nghị một hợp đồng làm mẫu ba năm trị giá 150.000 đô la Mỹ với công ty người mẫu Elite Model ở New York, Hoa Kỳ.
Bên cạnh việc làm người mẫu, Venantia Otto cũng xuất hiện trên các phim điện ảnh. Cô đóng vai chính trong bộ phim "Nama" của Christoph Ebner, được trình chiếu công cộng ở Windhoek vào tháng 4 năm 2008. Tháng 5 năm 2008, bộ phim được chiếu tại Liên hoan phim quốc tế tại Cannes, Pháp.
Năm 2013, Otto đóng vai chính trong bộ phim Honeymoon Hotel cùng với một dàn diễn viên được vẽ từ các nước châu Phi khác nhau bao gồm Ghana và Nigeria.
Cô đã mong muốn tổ chức một chương trình truyền hình nói chuyện của riêng mình trong tương lai.